# Campionati mondiali di slittino su pista naturale 2021 - Doppio
La gara di doppio dei campionati mondiali di slittino su pista naturale 2021 si disputò il 13 febbraio 2021 presso l'impianto di Umhausen sulla lunghezza di due manche. Presero parte alla gara 13 coppie di atleti di 8 nazionalità diverse. Tutti furono in grado di terminare la gara.
Patrick Pigneter e Florian Clara sono stati in grado di riconfermarsi campioni del mondo ed hanno raggiunto la loro settima medaglia mondiale consecutiva. Sul traguardo hanno preceduto i giovani connazionali Patrick Lambacher e Matthias Lambacher mentre al terzo posto si sono piazzati gli austriaci Christoph Regensburger e Dominik Holzknecht, al loro primo podio iridato.
L'Italia si è confermata dominatrice di questa specialità a livello iridato conquistando il 14º titolo in 22 edizioni. Cinque di questi sono stati vinti da Patrick Pigneter e Florian Clara.

## Podio
| Pos.    | Atleti                                    | Nazione | Tempo   |
| ------- | ----------------------------------------- | ------- | ------- |
| Oro     | Patrick Pigneter Florian Clara            | Italia  | 2'34"60 |
| Argento | Patrick Lambacher Matthias Lambacher      | Italia  | 2'35"50 |
| Bronzo  | Christoph Regensburger Dominik Holzknecht | Austria | 2'35"60 |

## Programma
| Data             | Ora (UTC+1) | Turno     |
| ---------------- | ----------- | --------- |
| 13 febbraio 2021 | 12:30       | 1ª manche |
| 13 febbraio 2021 | 14:30       | 2ª manche |

## Situazione pre-gara

### Campioni in carica
La coppia italiana formata da Patrick Pigneter e Florian Clara saliva sul podio iridato da sei edizioni consecutive e, tra queste, in ben quattro volte aveva raggiunto il gradino più alto. Durante la stagione di Coppa del Mondo si erano aggiudicati quattro gare su sei ed erano terminati sul podio in ognuna di esse. Avevano inoltre all'attivo 12 Coppe del Mondo di doppio.
I campioni in carica a livello mondiale ed europeo erano:
| Campioni | Atleti                                      | Tempo   | Data                            | Competizione  |
| -------- | ------------------------------------------- | ------- | ------------------------------- | ------------- |
| Mondiali | Patrick Pigneter Florian Clara Italia       | 2'13"22 | 2 febbraio 2019 Lazfons, Italia | Mondiali 2019 |
| Europei  | Patrick Lambacher Matthias Lambacher Italia | 11"59   | 22 febbraio 2020 Mosca, Russia  | Europei 2020  |

### La stagione
Prima di questa gara, le competizioni di Coppa del Mondo avevano visto i seguenti risultati:
| Data             | Località         | Primi                                        | Secondi                                           | Terzi                                             |
| ---------------- | ---------------- | -------------------------------------------- | ------------------------------------------------- | ------------------------------------------------- |
| 17 dicembre 2020 | Obdach           | Patrick Pigneter Florian Clara Italia        | Patrick Lambacher Matthias Lambacher Italia       | Christoph Regensburger Dominik Holzknecht Austria |
| 18 dicembre 2020 | Obdach           | Patrick Pigneter Florian Clara Italia        | Christoph Regensburger Dominik Holzknecht Austria | Patrick Lambacher Matthias Lambacher Italia       |
| 15 gennaio 2021  | Moso in Passiria | Patrick Pigneter Florian Clara Italia        | Patrick Lambacher Matthias Lambacher Italia       | Pavel Poršnev Ivan Lazarev Russia                 |
| 16 gennaio 2021  | Moso in Passiria | Fabian Achenrainer Simon Achenrainer Austria | Patrick Pigneter Florian Clara Italia             | Pavel Poršnev Ivan Lazarev Russia                 |
| 9 febbraio 2021  | Lasa             | Patrick Pigneter Florian Clara Italia        | Patrick Lambacher Matthias Lambacher Italia       | Aleksandr Egorov Pëtr Popov Russia                |
| 10 febbraio 2021 | Lasa             | Pavel Poršnev Ivan Lazarev Russia            | Fabian Achenrainer Simon Achenrainer Austria      | Patrick Pigneter Florian Clara Italia             |

## Risultati
Nella manche di apertura i campioni in carica Patrick Pigneter e Florian Clara non iniziano al meglio nella parte alta del tracciato ma dominano letteralmente nell'ultimo settore di gara. Fabian Achenrainer e Simon Achenrainer si dimostrano gli avversari più temibili dato che fino al terzo intermedio restano a 0"07 di ritardo ma al traguardo chiudono distanti di 0"49. I più giovani Patrick Lambacher e Matthias Lambacher, chiudono al terzo posto con 0"82 di distacco, dopo essere stati in vantaggio di 0"11 al primo intermedio. L'altra coppia austriaca formata da Christoph Regensburger e Dominik Holzknecht si infila al terzo posto, davanti ai giovani italiani, grazie ad una prova priva di alti e bassi. Le tre coppie russe non si dimostrano competitive su questo tracciato dato che la migliore accusa 1"01 dopo la prima manche.
Nella manche decisiva le coppie russe riescono a migliorare i propri tempi di qualche centesimo ma mantengono esattamente la posizione occupata a metà gara. La giovane coppia italiana si dimostra molto competitiva fin dal secondo intermedio dove si migliorano di 0"21. Da lì in poi non commettono errori e chiudono migliorandosi di 38 centesimi di secondo. L'ottima prova degli azzurri mette in difficoltà Christoph Regensburger e Dominik Holzknecht che al secondo intermedio si trovano già in ritardo sugli italiani. Dopo un buon terzo quarto di manche non riescono ad avere un'ottima velocità nello schuss conclusivo e, con un ritardo di 0"10 si instaurano in seconda posizione provvisoria. Fabian Achenrainer e Simon Achenrainer, competitivi con gli azzurri fino al terzo intermedio, sprecano le loro chance di medaglia nell'ultimo tratto di pista e, peggiorandosi di 0"40, chiudono in terzo posizione virtuale. L'ultima coppia a scendere è dunque quella dei campioni del mondo in carica Patrick Pigneter e Florian Clara che danno nuovamente prova della loro superiorità fino al terzo intermedio. Da qui in poi non replicano al meglio quanto fatto vedere nella terza discesa ma fanno comunque segnare il miglior tempo di manche e si aggiudicano il loro quinto titolo mondiale.
| Pos. | Atleti                                    | Nazione    | 1ª manche | 2ª manche | Totale  | Distacco |
| ---- | ----------------------------------------- | ---------- | --------- | --------- | ------- | -------- |
|      | Patrick Pigneter Florian Clara            | Italia     | 1'17"12   | 1'17"48   | 2'34"60 |          |
|      | Patrick Lambacher Matthias Lambacher      | Italia     | 1'17"94   | 1'17"56   | 2'35"50 | +0"90    |
|      | Christoph Regensburger Dominik Holzknecht | Austria    | 1'17"70   | 1'17"90   | 2'35"60 | +1"00    |
| 4    | Fabian Achenrainer Simon Achenrainer      | Austria    | 1'17"61   | 1'18"01   | 2'35"62 | +1"02    |
| 5    | Aleksandr Egorov Pëtr Popov               | RLF        | 1'18"13   | 1'18"10   | 2'36"23 | +1"63    |
| 6    | Pavel Poršnev Ivan Lazarev                | RLF        | 1'18"33   | 1'18"28   | 2'36"61 | +2"01    |
| 7    | Stanislav Kovšik Ilia Tarasov             | RLF        | 1'19"00   | 1'18"68   | 2'37"68 | +3"08    |
| 8    | Maximilian Pichler Dominik Peter Maier    | Austria    | 1'20"77   | 1'21"24   | 2'42"01 | +7"41    |
| 9    | Myroslav Lenko Ivan Lenko                 | Ucraina    | 1'20"97   | 1'21"05   | 2'42"02 | +7"42    |
| 10   | Bine Mekina Blaz Mekina                   | Slovenia   | 1'21"20   | 1'21"57   | 2'42"77 | +8"17    |
| 11   | Tomas Hasek David Rydl                    | Rep. Ceca  | 1'23"78   | 1'24"00   | 2'47"78 | +13"18   |
| 12   | Peter Neupauer Dominik Neupauer           | Slovacchia | 1'24"91   | 1'24"34   | 2'49"25 | +14"65   |
| 13   | Szymon Jan Majdak Julia Plowy             | Polonia    | 1'26"06   | 1'26"60   | 2'52"66 | +18"06   |